# جمهورية أرمينيا الجبلية
كانت جمهورية أرمينيا الجبلية، المعروفة أيضًا بأرمينيا الجبلية فقط، دولة أرمنية مناهضة للبلشفية تقابل تقريبًا المنطقة المعروفة الآن بمقاطعات وايوتس جور وسيونيك الأرمنية، وبعض أجزاء جمهورية أذربيجان الحالية (جمهورية نخجوان الذاتية في الغرب وجمهورية مرتفعات قرة باغ الفعلية في الشرق). أسسها القائد العسكري والمفكر السياسي الأرمني غارغين نجده وحلفاؤه بدعم من قوى العصابات المحلية، عقب قمع انتفاضة فبراير في أبريل من عام 1921. لم تعترف بها أي دولة لكنها بقيت موجودة حتى منتصف يوليو من العام نفسه.

## خلفية

### ما بعد الحرب العالمية الأولى
عقب الحرب العالمية الأولى، وتوقيع معاهدة سيفر، ومفاوضات السلام اللاحقة في باريس، تعهد الحلفاء بعقاب الأتراك الشباب ومكافأة الجمهورية الأرمنية الناشئة ببعض ولايات الإمبراطورية الشرقية، إن لم يكن كلها. مع ذلك، كان الحلفاء أكثر اهتمامًا بإبرام معاهدات السلام مع ألمانيا وبقية أعضاء قوى المركز الأوروبيين. في الأمور المتعلقة بالشرق الأدنى، كان للقوى الغربية الأساسية، بريطانيا العظمى، وفرنسا، وإيطاليا، والولايات المتحدة، مصالح متضاربة حول مناطق النفوذ التي أرادوا الاستيلاء عليها. في حين عانى الحلفاء من خلافات داخلية مرهقة، كانت الولايات المتحدة مترددة حول قبول الانتداب على أرمينيا. في هذه الأثناء، كانت كل من جمهورية روسيا الاتحادية الاشتراكية السوفييتية حديثة النشأة والحركة التركية الوطنية قد وضعت الاستيلاء على القوقاز، بما فيها أرمينيا نصب أعينها. تعاطف البلشفيون مع الحركة التركية بسبب معارضة كليهما للقوى الغربية، أو «الإمبريالية الغربية»، كما أشار لها البلشفيون. أقامت الحكومة السوفييتية تحالفًا مع الوطنيين الأتراك وبدأت بإرسال الذهب والأسلحة لهم. كانت نتيجة هذا كارثية على الأرمن، وفي نهاية المطاف سقطت أرمينيا الغربية أمام القوى الغازية.

### سفوتة أرمينيا
أفسحت أرمينيا المجال للسلطة الشيوعية في أواخر عام 1920. بدأ غزو الجيش الأحمر السوفييتي الحادي عشر لجمهورية أرمينيا في يوم 29 نوفمبر من عام 1920. انتقلت السلطة فعليًا في الثاني من ديسمبر في ييرفان، وقتما وافقت القيادة الأرمنية على إنذار نهائي قدمه لها المفوض السوفييتي بوريس ليغران. وافقت أرمينيا على الانضمام إلى منطقة النفوذ السوفييتية، بينما وافقت روسيا السوفييتية على حماية ما بقي من أراضيها من تقدم الجيش التركي. تعهد السوفييت أيضًا باتخاذ إجراءات تتعلق بإعادة بناء الجيش، لحماية الأرمن وللحيلولة دون اضطهاد غير الشيوعيين، رغم نقض البند الأخير من هذا التعهد وقتما طُرد الطاشناق من البلاد. اقترحت الحكومة السوفييتية ضم مناطق مرتفعات قره باغ وسيونيك الأرمنية إلى أذربيجان الروسية. رفض غارغين نجده هذه الخطوة رفضًا شديدًا، وأعلن سيونيك منطقة ذات حكم ذاتي في يوم 25 ديسمبر من عام 1920. في يناير من عام 1921، أرسل دراستامات كانايان برقيةً إلى نجده، اقترح عليه فيها أن يسمح بسفوتة سيونيك، ما يمكنهم عبره كسب دعم الحكومة البلشفية في حل مشاكل الأراضي الأرمنية. أثبت نجده نفسه كسياسي يمتلك بعد نظر مجددًا، ولم يرحل عن سيونيك وتابع نضاله ضد الجيش الأحمر وأذربيجان السوفييتية.